# Cătălin Baba
Cătălin Baba (n. 22 septembrie 1967, Cluj, România) este un politician român, care a îndeplinit funcția de ministru al Educației, Cercetării, Tineretului și Sportului în guvernul Mihai Răzvan Ungureanu.